# Bom Progresso
Bom Progresso là một đô thị thuộc bang Rio Grande do Sul, Brasil. Đô thị này có diện tích 88,757 km², dân số năm 2007 là 2441 người, mật độ 27,5 người/km².